# Mistrovství světa juniorů v ledním hokeji 1978
Mistrovství světa juniorů v ledním hokeji se 22. prosince 1977 až 3. ledna 1978 konalo v kanadském Québecu, Hullu, Chicoutimi, Cornwallu a Montréalu.

## Výsledky

### Skupina A
22.12.1977

SSSR – Švýcarsko 18:1 (4:0, 5:0, 9:1)

Švédsko – Finsko 4:4 (1:1, 1:2, 2:1)

23.12.1977

Švédsko – SSSR 6:3 (2:0, 3:1, 1:2)

Finsko – Švýcarsko 18:1 (4:0, 7:1, 7:0)

26.12.1977

Švédsko – Švýcarsko 8:1 (3:0, 3:0, 2:1)

SSSR – Finsko 10:4 (3:1, 3:2, 4:1)
| Tým          | Z | V | R | P | GS | GI | B |
| ------------ | - | - | - | - | -- | -- | - |
| 1. Švédsko   | 3 | 2 | 1 | 0 | 18 | 8  | 5 |
| 2. SSSR      | 3 | 2 | 0 | 1 | 31 | 11 | 4 |
| 3. Finsko    | 3 | 1 | 1 | 1 | 26 | 15 | 3 |
| 4. Švýcarsko | 3 | 0 | 0 | 3 | 3  | 44 | 0 |

### Skupina B
22.12.1977

Kanada – USA 6:3 (2:1, 1:2, 3:0)

ČSSR – SRN 5:4 (2:0, 2:3, 1:1)

23.12.1977

Kanada – SRN 8:0 (4:0, 4:0, 0:0)

ČSSR – USA 8:5 (1:1, 7:1, 0:3)

26.12.1977

Kanada – ČSSR 9:3 (4:2, 2:1, 3:0)

USA – SRN 8:4 (1:1, 4:1, 3:2)
| Tým       | Z | V | R | P | GS | GI | B |
| --------- | - | - | - | - | -- | -- | - |
| 1. Kanada | 3 | 3 | 0 | 0 | 23 | 6  | 6 |
| 2. ČSSR   | 3 | 2 | 0 | 1 | 16 | 18 | 4 |
| 3. USA    | 3 | 1 | 0 | 2 | 16 | 18 | 2 |
| 4. NSR    | 3 | 0 | 0 | 3 | 8  | 21 | 0 |

### Finálová skupina
28.12.1977

SSSR – Kanada 3:2 (0:2, 2:0, 1:0)

Švédsko – ČSSR 1:1 (0:1, 0:0, 1:0)

31.12.1977

Kanada – ČSSR 6:3 (1:1, 1:1, 4:1)

SSSR – Švédsko 5:0 (1:0, 1:0, 3:0)

1.1.1978

Švédsko – Kanada 6:5 (2:2, 2:0, 2:3)

SSSR – ČSSR 6:1 (2:1, 0:0, 4:0)
| Tým        | Z | V | R | P | GS | GI | B |
| ---------- | - | - | - | - | -- | -- | - |
| 1. SSSR    | 3 | 3 | 0 | 0 | 14 | 3  | 6 |
| 2. Švédsko | 3 | 1 | 1 | 1 | 7  | 11 | 3 |
| 3. Kanada  | 3 | 1 | 0 | 2 | 13 | 12 | 2 |
| 4. ČSSR    | 3 | 0 | 1 | 2 | 5  | 13 | 1 |

### Finále
SSSR –  Švédsko 5:2 (2:1, 2:1, 1:0)
3. ledna 1978 – Montreal

### Skupina o udržení
28.12.1977

Finsko – SRN 4:1 (0:0, 2:0, 2:1)

USA – Švýcarsko 11:1 (3:0, 4:1, 4:0)

31.12.1977

Finsko – Švýcarsko 9:1 (3:0, 4:0, 2:1)

USA – SRN 6:5 (2:2, 1:3, 3:0)

1.1.1978

USA – Finsko 8:6 (5:1, 1:4, 2:1)

SRN – Švýcarsko 6:2 (1:0, 3:0, 2:2)
| Tým          | Z | V | R | P | GS | GI | B |
| ------------ | - | - | - | - | -- | -- | - |
| 5. USA       | 3 | 3 | 0 | 0 | 25 | 12 | 6 |
| 6. Finsko    | 3 | 2 | 0 | 1 | 19 | 10 | 4 |
| 7. NSR       | 3 | 1 | 0 | 2 | 12 | 12 | 2 |
| 8. Švýcarsko | 3 | 0 | 0 | 3 | 4  | 26 | 0 |

## Soupisky
SSSR
Brankáři: Alexandr Tyžnych, Sergej Mylnikov

Obránci: Vjačeslav Fetisov, Sergej Starikov, Alexej Kasatonov, Sergej Paramonov, Jurij Vožakov, Vladimir Zubkov, Konstantin Makarcev

Útočníci: Viktor Škurdjuk, Sergej Makarov, Alexandr Koževnikov, Vjačeslav Rjanov, Alexandr Gerasimov, Alexander Gurjev, Nikolaj Narimanov, Nikolaj Varjanov, Sergej Tukmačev, Pavel Jezovskich, Anatolij Tarasov
 Švédsko
Brankáři: Pelle Lindbergh, Göran Henriksson

Obránci: Tomas Jonsson, Jan Eriksson, Bo Ericson, Anders Wallin, Tommy Samuelsson, Gunnar Persson, Thomas Kärrbrandt

Útočníci: Mats Näslund, Mats Hallin, Bengt-Åke Gustafsson, Thomas Steen, Dan Hermansson, Ulf Rådbjer, Claes-Henrik Silfver, Conny Silfverberg, Christer Löwdahl, Ulf Skoglund, Mikael Andersson, Ulf Zetterström
 Kanada
Brankáři: Tim Bernhardt, Al Jensen

Obránci: Craig Hartsburg, Rob Ramage, Brad Marsh, Brian Young, William Huber, Brad McCrimmon

Útočníci: Wayne Gretzky, Wayne Babych, Ryan Walter, Tony McKegney, Mike Gartner, Patrick Daley, Bobby Smith, Rick Vaive, Rick Paterson, Stan Smyl, Curt Fraser, Steve Tambellini
 ČSSR
Brankáři: Jan Hrabák, Jaromír Šindel

Obránci: Pavel Skalický, René Andrejs, Miroslav Moc, Vladimír Urban, Ivan Černý, Arnold Kadlec

Útočníci: Anton Šťastný, Vladimír Caldr, Vlastimil Vajčner, František Černý, Jiří Hrdina, Marián Bezák, Miroslav Fryčer, Ladislav Svozil, Ondřej Weissmann, Ján Jaško, Eugen Krajčovič, Dárius Rusnák.
 USA
Brankáři: Carl Bloomberg, Paul Joswiak

Obránci: Steve Blue, Dave Feamster, Ron Griffin, Terry Jones, Jeff Lundgren, Don Waddell

Útočníci: Brett Bjerken, Bobby Crawford, Mark Green, Kevin Hartzell, Ed Hospedor, Bart Larson, Scott Lecy, John Liprando, Mike McDougall, Jack McKinch, Steve Pepper, Steve Ulseth.
 Finsko
Brankáři: Tuomo Laukkanen, Rauli Sohlman

Obránci: Pekka Laukkanen, Jukka Peitsoma, Reijo Ruotsalainen, Risto Siltanen, Jouko Urvikko

Útočníci: Antti Heikkilä, Arto Javanainen, Juha Jyrkkiö, Risto Kankaanperä, Tero Käpynen, Reijo Mansikka, Rainer Risku, Jorma Sevon, Ilkka Sinisalo, Kai Suikkanen, Timo Susi, Harri Tuohimaa, Jari Viitala.
 NSR
Brankáři: Bernhard Engelbrecht, Mathias Hoppe

Obránci: Karl Altmann, Michael Eggerbauer, Peter Eimannsberger, Thomas Gandorfer, Norbert Käfer, Josef Klaus, Manfred Schuster

Útočníci: Hans Diepold, Alexander Gross, Horst Heckelsmüller, Jörg Hiemer, Armin Kauer, Leslie Koch, Martin Müller, Miroslav Nentvich, Harry Pflügel, Helmut Steiger, Gerd Truntschka.
 Švýcarsko
Brankáři: Roland Gerber, Roland Scheibli

Obránci: Claude Domeniconi, Rolf Leuenberger, Daniel Dubois, Pierre Flotiront, Diego Ulrich, Marcel Wick, Bernhard Wüthrich

Útočníci: Michael Braun, Reto Dürst, Philippe Favrod, Roger Geiger, Markus Graf, Pierre Houriet, Beat Lautenschlager, Didier Mayor, Christian Patt, Hans Peter Sägesser, Gerald Scheurer.

## Turnajová ocenění
|                            | Brankář          | Obránce           | Obránce           | Útočníci      | Útočníci      | Útočníci      |
| -------------------------- | ---------------- | ----------------- | ----------------- | ------------- | ------------- | ------------- |
| Ceny direktoriátu IIHF     | Alexandr Tyžnych | Vjačeslav Fetisov | Vjačeslav Fetisov | Wayne Gretzky | Wayne Gretzky | Wayne Gretzky |
| All-Star Tým (podle médií) | Alexandr Tyžnych | Vjačeslav Fetisov | Risto Siltanen    | Mats Näslund  | Wayne Gretzky | Anton Šťastný |

### Produktivita
| Hráč            | G  | A | Body |
| --------------- | -- | - | ---- |
| Wayne Gretzky   | 8  | 9 | 17   |
| Viktor Škurdjuk | 10 | 6 | 16   |
| Sergej Makarov  | 8  | 7 | 15   |
| Bobby Crawford  | 4  | 9 | 13   |
| Jorma Sevon     | 7  | 5 | 12   |
| Mark Green      | 7  | 5 | 12   |